# タジキスタン軍

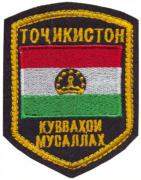

タジキスタン軍（タジキスタンぐん、タジク語: Қувваҳои Мусаллаҳи Ҷумҳурии Тоҷикистон）は、タジキスタンの国軍。
総員は現役8,800人（陸軍7,300人、空軍/防空軍1,500人）、予備役20,000人（陸軍）。このほか、準軍隊7,500人（内務省軍3,800人、国家親衛隊1,200人、非常事態省2,500人）を有する。

## 歴史
1992年、旧ソ連軍のトルキスタン軍管区第1軍の部隊に基づき建軍。
1992年から1997年にかけてタジキスタン内戦が起き、1994年4月には軍を創設した。
2021年、2022年にキルギスタンとの国境沿いで武力衝突が発生している。

## 機構
タジキスタン軍は陸軍、機動部隊、空軍及び防空軍、大統領国家警備隊、治安部隊で構成されている。その他、駐留ロシア連邦軍の第201自動ライフル師団も含んでいる。

### 徴兵制
徴兵は、18歳の男子が対象となり、期間は2年間である。

## 装備

### 陸軍

#### 戦車
- T-72ウラル/T-72A/T-72AV/T-72B ×28両[1]
- T-72B1 ×3両[1]
- T-62/T-62AV/T-62AM ×7両[1]

#### 装甲戦闘車両
- BRDM-2 ×9両[1]
- BRDM-2M ×22両[1]
- BMP-1 ×8両[1]
- BMP-2 ×15両[1]
- BTR-60/BTR-70/BTR-80 ×23両[1]
- VP11（英語版） ×13両[1]
- CS/VN3B mod ×24両[1]
- ティーグル ×不詳[1]

#### 火砲・ロケット砲
- 2S1 グヴォズジーカ 122mm自走榴弾砲 ×3両[1]
- D-30 122mm榴弾砲 ×13門[1]
- BM-21 自走多連装ロケット砲 ×14両[1]
- CS/SS4 81mm自走迫撃砲 ×不詳[1]
- 120mm迫撃砲 ×10門[1]

#### 対空兵器
- S-125 ペチョラ2M 地対空ミサイル ×3[1]
- S-125M1 ネヴァーM1 地対空ミサイル ×5[1]
- 9K32 ストレラ-2 地対空ミサイル[1]
- BTR-ZD 23ｍｍ自走高射機関砲 ×8両[1]
- ZU-23 23mm高射機関砲[1]

### 空軍/防空軍

#### 固定翼機
- Tu-134A ×1機[1]
- L-39 アルバトロス ×4機[1]
- Yak-52 ×複数機[1]

#### ヘリコプター
- Mi-24 ハインド ×4機[1]
- Mi-8 ヒップ/Mi-17TM ヒップH ×11機[1]